# Vărgata (gmina)
Vărgata – gmina w Rumunii, w okręgu Marusza. Obejmuje miejscowości Grâușorul, Mitrești, Vadu, Valea i Vărgata. W 2011 roku liczyła 1945 mieszkańców.